# 산인 방송
산인 방송(일본어: 山陰放送, さんいんほうそう 산인호소[*])은 일본 돗토리현·시마네현을 방송 구역으로 하는 민영방송국으로 라디오 방송국은 1954년 3월 1일, 텔레비전 방송국은 1959년 12월 15일 개국했다.
약칭은 산인방송의 영어 회사명 Broadcasting System of San-in Inc., 에서 유래한 BSS, 라디오 콜사인은 JOHF, 텔레비전 콜사인은 JOHF-DTV이다.

## 연혁
- 1953년 12월 14일 - 주식회사 라디오 산인(RSB)을 설립
- 1954년 3월 1일 - 돗토리현 요나고시에서 돗토리·시마네현을 방송구역으로 하는 중파 라디오 방송국을 일본에서 33번째로 개국
- 1959년 12월 15일 - 시마네현 마쓰에시에서 텔레비전 방송개시.동시에 텔레비전 뉴스 네트워크 JNN에 가맹[1]
- 1961년 6월 1일 - 주식회사 산인방송(BSS)으로 회사명 변경
- 1965년 5월 2일 - JRN에 가맹
- 1965년 5월 3일 - NRN에 가맹
- 1972년 9월 22일 -돗토리·시마네 방송구역 광역화에 의해 돗토리현에서 텔레비전 방송 개시
- 1989년 10월 1일 - 니혼카이 TV(NKT)가 NNN 완전가맹국이 되었기 때문에 그때까지 NKT에서 방송되던 ANN계열 프로그램 대부분이 BSS로, 일부는 산인 중앙 TV 방송(TSK)로 이행
- 1990년 4월 2일 - 라디오 방송 평일 24시간 방송 개시
- 1991년 10월 - 애칭을 「산인방송」에서 「BSS-TV」 「BSS 라디오」로 변경
- 1992년 4월 1일 - 텔레비전 음성다중방송 개시
- 2006년 10월 1일 - 지상파 디지털 텔레비전 방송 개시
- 2011년 7월 24일 - 지상파 아날로그 텔레비전 방송 종료
- 2017년 3월 1일 - 돗토리 FM 보완중계국 개국.
- 2018년 10월 1일 - 마쓰에 FM 보완중계국 개국.

## 라디오 주파수
| 방송국·중계국        | 콜사인 | 주파수  | 출력 | 비고                                                        |
| -------------------- | ------ | ------- | ---- | ----------------------------------------------------------- |
| 요나고 방송국        | JOHF   | 900kHz  | 5kW  | 예전에는 시마네현 이즈모 지역으로도 전파를 송출했다.        |
| 돗토리 방송국        | JOHL   | 1431kHz | 1kW  | 1989년 6월 30일까지 주파수 1485kHz, 출력 100W로 방송했었다. |
| 돗토리 FM 보완중계국 |        | 92.2MHz | 500W |                                                             |
| 구라요시 중계국      |        | 1557kHz | 100W |                                                             |

| 방송국·중계국        | 콜사인 | 주파수  | 출력 | 비고 |
| -------------------- | ------ | ------- | ---- | --- |
| 하마다 방송국        | JOHM   | 1557kHz | 100W | 예전에는 하마다 시내에 송신소가 있었으나 수신구역이 한정되어 1983년 11월 섬으로 송신소를 옮겼다. 이와 동시에 주파수를 1116kHz에서 1557kHz로 바꾸었다. |
| 마스다 방송국        | JOHN   | 1431kHz | 100W | 다른 중파방송국 100w 송신소보다 규모가 크다. 1983년 11월까지는 요나고 방송국과 같은 주파수(900kHz)로 방송했었다.                                      |
| 오다 중계국          |        | 1485kHz | 100W | 비교적 최근에 설치된 중파방송국 중계국중 규모가 작은 편이다.                                                                                          |
| 이즈모 중계국        |        | 1431kHz | 1kW  | 시마네현 남동쪽을 향해 전파를 보낸다. |
| 마쓰에 FM 보완중계국 |        | 87.1MHz | 500W | |

## 텔레비전 네트워크 변천사
- 1959년 12월 15일 - 시마네현에서 텔레비전 방송 개시.JNN에 가맹한 이래 뉴스 네트워크 라디오도쿄테레비→도쿄방송계열이지만 개국 당시 프로그램은 도쿄방송·니혼TV·후지 TV·일본교육 TV 프로그램을 방송했다.
- 1967년 6월 - 민간방송 교육협회에 가맹.
- 1970년 4월 1일 - 시마네 방송(1972년 4월 1일부터 산인 중앙 TV 방송)(시마네현 소속 2번째 민영방송국) 개국에 의해후지 TV 프로그램이 중단된다.
- 1972년 9월 22일 - 시마네·돗토리 방송구역 광역화에 의해돗토리현에서도 방송 개시.(돗토리현 2번째 민영방송국) 이로 인해 니혼TV계열국이 니혼카이 TV(돗토리현 1번째 민영방송국·시마네현 3번째 민영방송국)가 되었기 때문에 1974년까지 광역화 작업에 따른 시청자 보호관점에서 최소한의 프로그램만 남기고 니혼TV 프로그램을 중단한다.그 후에도 뉴스프로그램 이외의 생방송 프로그램을 포함해 NET-TV 프로그램 방송을 계속한다.
- 1989년 10월 1일 - 니혼카이 TV가 니혼TV완전가맹국이 되면서 니혼카이TV에서 방송하던 TV 아사히 프로그램이 산인방송으로 이행된다.
- 1993년 4월 5일 - TV 아사히제작 동시방송 프로그램이 이 날을 기점으로 이 날 방송을 시작한 TV아사히의 아침 와이드 프로그램 슈퍼 모닝만 방송된다.지금은 도쿄방송 완전가맹국이지만 슈퍼모닝을 제외한 TV아사히 프로그램을 여전히 프로그램 판매 형태로 방송을 계속하고 있다.
- 2009년 3월 27일 - 이날을 기해 와이드 프로그램 슈퍼 모닝 방송을 종료하면서 TV 아사히 계열 동시 방송 프로그램이 없어진다. 도쿄방송 완전가맹국임에도 TV아사히 계열 방송국 프로그램을 여전히 프로그램 판매 형태로 방송을 계속하고 있으나 이전보다는 많이 줄어들었다.
- 덧붙여 BSS는 오후 2시에 아사히계열 와이드쇼를 방송하느라 오후 3시에 하는 TBS의 와이드쇼를 방송하지 않고 드라마 재방송을 하던 시기가 있었다.(현재는 TBS의 와이드쇼가 방송되고 있다.)

### 텔레비전 방송 개시와 방송구역 확대
- 텔레비전 방송을 시작한 1959년당시 일본에서 VHF 텔레비전 방송국은 1현 1방송국이 원칙이었기 때문에 이미 NKT가 1958년에 개국하고 있던 돗토리현에서는 개국을 할 수 없게되어 아직 텔레비전 방송국이 설치되지 않았던 시마네 현에 우선 텔레비전 방송국을 개국하게 되었다.이 때문에 텔레비전과 라디오 중심방송국 소재지가 서로 다른 지역에 위치하게 되었다.(덧붙여 NKT와는 텔레비전 방송국 개국 직전까지 방송국 합병 교섭을 하고 있었다.)
- 그 후에도 전파 월경이 아닌 정식적 형태로 돗토리현에서 텔레비전 방송을 하려했으나 NKT의 동의를 얻지 못했고 1972년 NKT가 한수 접는 양상으로 BSS 텔레비전 방송국 돗토리현 진출이 간신히 인정되었고 그와 동시에 TSK까지 광역방송 대상국으로 인정하는 형태로 시마네·돗토리현의 텔레비전 방송국이 돗토리·시마네현에서 방송을 할 수 있게 되었다.
- 덧붙여 말하면 1972년 당시 일본에서 민영방송국이 3개 이상 있었던 지역은 , 홋카이도, 미야기현, 간토광역권, 주쿄광역권, 긴키광역권, 히로시마현, 후쿠오카현밖에 없었고 이 광역화 모델은 후에 오카야마현과 가가와현 방송구역 광역화에도 영향을 주었다.

## 돗토리현·시마네현에 있는 다른 텔레비전·라디오 방송국
- NHK 돗토리 방송국
- NHK 마쓰에 방송국
- 니혼카이 TV(NKT)(니혼 TV 계열)
- 산인 중앙 TV 방송(TSK)(후지 TV 계열)
- FM산인(JFN계열)